# Campeonato Mundial de Esquí Nórdico de 1932
El IX Campeonato Mundial de Esquí Nórdico se celebró en Lake Placid (Estados Unidos) entre el 4 y el 13 de febrero de 1932, dentro de los III Juegos Olímpicos de Invierno (las pruebas de esquí de fondo y saltos en esquí incluidas en el programa contaron como pruebas del Mundial, no así las de combinada nórdica), bajo la organización de la Federación Internacional de Esquí (FIS) y la Federación Estadounidense de Esquí.

## Esquí de fondo
| Evento        | Oro                                 | Plata                                 | Bronce                               |
| ------------- | ----------------------------------- | ------------------------------------- | ------------------------------------ |
| 18 km (10.02) | Sven Utterström · Suecia · 1:23:07  | Axel Wikström · Suecia · 1:25:07      | Veli Saarinen · Finlandia · 1:25:24  |
| 50 km (13.02) | Veli Saarinen · Finlandia · 4:28:00 | Väinö Liikkanen · Finlandia · 4:28:20 | Arne Rustadstuen · Noruega · 4:31:53 |

## Salto en esquí
| Evento                       | Oro                                | Plata                            | Bronce                              |
| ---------------------------- | ---------------------------------- | -------------------------------- | ----------------------------------- |
| Trampolín individual (10.02) | Birger Ruud · Noruega · 228,1 pts. | Hans Beck · Noruega · 227,0 pts. | Kåre Walberg · Noruega · 219,5 pts. |

## Medallero
| Núm. | País      | Oro | Plata | Bronce | Total |
| ---- | --------- | --- | ----- | ------ | ----- |
| 1    | Noruega   | 1   | 1     | 2      | 4     |
| 2    | Finlandia | 1   | 1     | 1      | 3     |
| 3    | Suecia    | 1   | 1     | 0      | 2     |
|      | TOTAL     | 3   | 3     | 3      | 9     |